# Димитар Мирасчиев
Димитар Мирасчиев (1. август 1872–28. септембар 1917) био је македонски револуционар, учесник у македонско-револуционарном покрету, декан Македонске револуционарне организације.

## Биографија
Димитар Мирасчиев, војвода, македонски учитељ, социјалиста и револуционар, рођен је 10. августа 1872. године у Штипу, од оца Пане Мирасчиева и Софије Цицонкове. Отац му је био кројач у Цариграду Његова прерана смрт, оставила је Софију са четворо деце, Димитром, Симеоном, Тодором и Катарином. Његов брат Тодор је завршио Ветеринарски факултет у Солуну. Симеон  је завршио Грађевински факултет, такође у Солуну.
Димитар је основну школу завршио у Штипу „Свети Кирил и Методиј“ у порти цркве Светог Николе, а гимназију у Солуну. Студије је завршио на Учитељском универзитету „Свети Климент Охридски“ . У школској 1892/1893 Димитар долази као учитељ краснописа у школи у штипском Новом Селу, која и данас постоји .Средња текстилна школа у Штипу носи назив по његовом имену. Димитар као борац за националну слободу, социјалну правду и значајну личност ВМРО, је сахрањен у Софији, која је тада припадала Македонији.

## Живот и дело
Ако његово укључивање у плејаду заслужних личности, који су оставиле неизбрисив траг у националној историји македонског народа, схвати као императив, онда се сама по себи намеће потреба за расветљавањем његовог живота и рада .
Учествовао је у многим револуцијама као важна личност, али није споменут ни у једном историјском делу. На својествен и прогресиван начин Димитар Мирасчиев је оставио печат на време које се јако утиснуло у савремену историју Македоније.]]
У 19. веку Османска империја је проживљавала дубоку политичку и економску кризу. Русија је изгубила право за покровитељством хришћана у Турској империји. Тај период имао је велики економоски, политички и капиталистички утицај на Западну Европу, зато што нису могли да нађу решење за кризу. Турска је заузела центар Македоније, где су пролазили најважнији путеви за спајење Европе са Азијом. У исто време, Македонија се налазила под грчком духовном влашћу. По укидању Охридске архиепископије 1767. све македонске епархије су под утицај Цариградске грчке патријаршије. Руководећа места су добијала духовнике грчке националности, што је утицало на промену језика и културе.
Његов одлазак у Солун је утицао на њега као личност. Робовласничко друштво и сиромаштво, довели су до тога да замрзи исто и да започне своју борбу ка слободи и повраћају очевине. В. Марков, С. Стојанов, А. Шулев, А. Раздолович и Димитар заједно са Василом Главиновим, као главним уредником 1895. у Софији покреће новине „Револуција“, као пропаганду за ширење социјализма међу македонске емигранте.
Године 1893. Димитар са својом браћом оснива ВМРО (Унутрашња Македонска Револуционарна Организација) чији је циљ био стицање аутоније за Македонију. Касније су основали Крушевску Републику која је обухватала западни део Македоније, али ова република није дуго опстала. Након многобројних револуција, Димитар је завршио у затвору у Цариграду, а његова браћа су убијена у порти цркве Светог Николе у Штипу.